# Eriospermum glaciale
Eriospermum glaciale är en sparrisväxtart som beskrevs av Pauline Lesley Perry. Eriospermum glaciale ingår i släktet Eriospermum och familjen sparrisväxter. Inga underarter finns listade i Catalogue of Life.